# FC Dinamo City
Maillots
Actualités
Le FC Dinamo City anciennement Futboll Klub Dinamo Tirana est un club de football albanais basé à Tirana.

## Historique
- 1950 : fondation du club sous le nom de KS Dinamo Tirana
- 1971 : 1re participation à une Coupe d'Europe (C2, saison 1971/72)[3]
- 1995 : le club est renommé KS Olimpik Tirana
- 1997 : le club est renommé KS Dinamo Tirana
- 2009 : le club est renommé FK Dinamo Tirana
- 2023 : le club est renommé FC Dinamo City

## Bilan sportif

### Palmarès
- Championnat d'Albanie (18)
  - Champion : 1950, 1951, 1952, 1953, 1955, 1956, 1960, 1967, 1973, 1975, 1976, 1977, 1980, 1986, 1990, 2002, 2008 et 2010
  - Vice-champion : 1954, 1957, 1961, 1963, 1964, 1971, 1981, 1985, 2004

- Coupe d'Albanie (14)
  - Vainqueur : 1950, 1951, 1952, 1953, 1954, 1960, 1971, 1974, 1978, 1982, 1989, 1990, 2003 et 2025
  - Finaliste : 1973, 1977, 1979, 2002, 2004 et 2011

- Supercoupe d'Albanie (2)
  - Vainqueur : 1989 et 2008
  - Finaliste : 1990, 2002, 2003 et 2010

- Championnat d'Albanie de deuxième division
  - Vice-champion : 2021 et 2023

### Bilan européen
- Lors de l'édition 1967-1968 de la Coupe des clubs champions, le Dinamo Tirana doit déclarer forfait et est donc éliminé dès le premier tour. Les clubs albanais ne sont par la suite plus conviés avant 1978.

Note : dans les résultats ci-dessous, le score du club est toujours donné en premier
| Saison    | Compétition               | Tour              | Club                    | Domicile | Extérieur | Total |
| --------- | ------------------------- | ----------------- | ----------------------- | -------- | --------- | ----- |
| 1971-1972 | Coupe des coupes          | Premier tour      | Austria Vienne          | 1 - 1    | 0 - 1     | 1 - 2 |
| 1980-1981 | Coupe des clubs champions | Premier tour      | Ajax Amsterdam          | 0 - 2    | 0 - 1     | 0 - 3 |
| 1981-1982 | Coupe UEFA                | Premier tour      | Carl Zeiss Jena         | 1 - 0    | 0 - 4     | 1 - 4 |
| 1982-1983 | Coupe des coupes          | Premier tour      | Aberdeen FC             | 0 - 0    | 0 - 1     | 0 - 1 |
| 1985-1986 | Coupe UEFA                | Premier tour      | Ħamrun Spartans         | 1 - 0    | 0 - 0     | 1 - 0 |
| 1985-1986 | Coupe UEFA                | Deuxième tour     | Sporting Portugal       | 0 - 0    | 0 - 1     | 0 - 1 |
| 1986-1987 | Coupe des clubs champions | Premier tour      | Beşiktaş JK             | 0 - 1    | 0 - 2     | 0 - 3 |
| 1989-1990 | Coupe des coupes          | Premier tour      | Tchernomorets Bourgas   | 4 - 0    | 1 - 3     | 5 - 3 |
| 1989-1990 | Coupe des coupes          | Deuxième tour     | Dinamo Bucarest         | 1 - 0    | 0 - 2     | 1 - 2 |
| 1990-1991 | Coupe des clubs champions | Premier tour      | Olympique de Marseille  | 0 - 0    | 1 - 5     | 1 - 5 |
| 2001-2002 | Coupe UEFA                | Premier tour Q    | Dinamo Bucarest         | 1 - 3    | 0 - 1     | 1 - 4 |
| 2002-2003 | Ligue des champions       | Premier tour Q    | FBK Kaunas              | 0 - 0    | 3 - 2     | 3 - 2 |
| 2002-2003 | Ligue des champions       | Deuxième tour Q   | Brøndby IF              | 0 - 4    | 0 - 1     | 0 - 5 |
| 2003-2004 | Coupe UEFA                | Tour préliminaire | KSC Lokeren             | 0 - 4    | 1 - 3     | 1 - 7 |
| 2004-2005 | Coupe UEFA                | Premier tour Q    | Oțelul Galați           | 1 - 4    | 0 - 4     | 1 - 8 |
| 2005      | Coupe Intertoto           | Premier tour      | Varteks Varaždin        | 2 - 1    | 1 - 4     | 3 - 5 |
| 2006-2007 | Coupe UEFA                | Premier tour Q    | CSKA Sofia              | 0 - 1    | 1 - 4     | 1 - 5 |
| 2008-2009 | Ligue des champions       | Premier tour Q    | FK Modriča              | 0 - 2    | 1 - 2     | 1 - 4 |
| 2009-2010 | Ligue Europa              | Premier tour Q    | FC Lahti                | 2 - 0    | 1 - 4     | 3 - 4 |
| 2010-2011 | Ligue des champions       | Deuxième tour Q   | Sheriff Tiraspol        | 1 - 0    | 1 - 3     | 2 - 3 |
| 2025-2026 | Ligue Conférence          | Deuxième tour Q   | Atlètic Club d'Escaldes | 1 - 1    | 2 - 1     | 3 - 2 |
| 2025-2026 | Ligue Conférence          | Troisième tour Q  | Hajduk Split            | 3 - 1 ap | 1 - 2     | 4 - 3 |
| 2025-2026 | Ligue Conférence          | Barrages Q        | Jagiellonia Białystok   | -        | -         | -     |

Légende
- Victoire ou qualification pour le tour suivant
- Match nul
- Défaite ou élimination de la compétition

## Les différents logos du club

1960-1980
1995-1997
1997-2004
2004-2010
2010-?
-2023

## Stade Selman Stërmazi
L'équipe joue actuellement dans le Stade Selman Stërmasi qui peut accueillir 12 500 personnes.

## Anciens joueurs
- Sulejman Demollari
- Alpin Gallo
- Redi Jupi
- Abdoulaye Khouma Keita
- Altin Lala
- Ilion Lika
- Juan Carlos Marino
- Foto Strakosha
- Rudi Vata

## Anciens entraîneurs
- Fatmir Frashëri
- Artan Marxhysmi
- Faruk Sejdini (2001)
- Aurel Țicleanu (2002–03)
- Agim Canaj (2003)
- Andrea Marko (2003)
- Luka Bonačić (2005–06)
- Agim Canaj (2006)
- Marcelo Javier Zuleta (2008)
- Zlatko Dalić (2008)
- Shkëlqim Muça (2009–10)
- Luis Manuel Blanco (2010)
- Ilir Daja (2010-11)
- Artan Mërgjyshi (2011)
- Faruk Sejdini (2011)
- Artan Mërgjyshi (2011-12)
- Eduard Zhupa (2012-)